# Дааб
Дааб — один из основных видов таиландского оружия (меч средней длины, используемый в одиночном и парном вариантах). Используется в боевом искусстве Краби-Крабонг. .
Также дааб считается китайским аналогом европейской рапиры. .